# 오치아이촌 (나가노현)
오치아이촌(落合村)은 나가노현 스와군에 있던 촌이다. 현재의 후지미정에 해당한다.

## 역사
- 1874년 10월 25일 - 오치아이촌이 성립하였다.
- 1876년 8월 21일 - 나가노현에 소속되었다.
- 1889년 4월 1일 - 오치아이촌이 단독으로 자치체를 형성하였다.
- 1955년 4월 1일 - 후지미촌, 사카이촌, 혼고촌과 합병해, 후지미정이 성립하여 동일 오치아이촌은 폐지되었다.

## 교통

### 철도
촌역에 일본국유철도 주오본선이 통과하지만, 역은 소재하지 않았고, 당시엔 미개통

### 도로
- 국도 제20호선

## 참고문헌
- 角川日本地名大辞典 20 長野県